# Amadeo Roldán
Amadeo Roldán y Gardes (Paris, 12 de junho de 1900 -  Havana, 7 de março de 1939) foi um compositor e violinista cubano.
Estudou no Conservatório de Madrid, graduando-se em 1916 e mudou-se para Cuba em 1919, pois sua mãe era cubana.
Roldán foi um dos líderes do movimento Afrocubanismo.